# Ломекви
Ломекви 3 (англ. Lomekwi 3) — археологический памятник в Кении. Находится недалеко от озера Туркана (Рудольф).

## История изучения
Впервые местонахождение Ломекви было обнаружено 9 июля 2011 года. Первооткрывателями стали сотрудники экспедиции Университета в Стоуни-Брук (США) под руководством С. Харманд (en:Sonia Harmand) и Д. Льюиса (англ. Jason Lewis), занимавшиеся раскопками на западном берегу озера Туркана. На следующий год на этом месте были начаты полноценные раскопки. В слоях, поддающихся датировке, было обнаружено порядка 20 орудий и их фрагментов, ещё порядка 130 находок было собрано на поверхности.

## Особенности орудий из Ломекви
По сравнению с орудиями олдувайской культуры орудия из Ломекви имели значительно бо́льший размер и отличались по технологии изготовления, что позволило выделить особую ломеквийскую культуру, а датировка палеомагнитными методами дала возраст порядка 3,3 млн лет назад, что на 700 тыс. лет больше старейших орудий олдувайского типа из местонахождения Гона в Эфиопии (2,6 млн лет назад).
Древность находок ставит перед исследователями проблему соотнесения найденных орудий с их изготовителями. Сложность заключается в том, что древнейшие останки представителей рода Homo, обычно связываемые с началом изготовления орудий, датируются временем 2,6 млн лет назад, что означает, видимо, связь ломеквийской культуры не с людьми, а с иными видами гоминид. Возможно, ломеквийские орудия изготавливались кениантропами (Kenyanthropus platyops) и использовались для размочаливания корневищ, либо для добычи орехов.